# Альбатросовые
Альбатро́совые (лат. Diomedeidae) — семейство морских птиц отряда буревестникообразных, широко распространённых в Южном океане (воды вокруг Антарктиды) и в северной части Тихого океана. На севере Атлантики отсутствуют, однако на основании ископаемых находок можно предположить, что ранее они встречались и там. Альбатросы считаются одними из самых крупных летающих птиц, а у странствующего (Diomedea exulans) и южного королевского альбатросов (Diomedea epomophora) размах крыльев достигает рекордной величины — до 3,7 м и даже выше. Обычно всех альбатросов разделяют на 4 рода, но по поводу количества видов среди орнитологов имеются определённые разногласия.
Птицы комфортно чувствуют себя в воздухе, умело используя динамическое и наклонное парение для преодоления значительных расстояний с малой энергией. Питаются кальмарами, рыбой, крилем, охотясь на поверхности моря или ныряя за добычей с воздуха. Размножаются в колониях, в основном устраивая свои гнёзда на отдалённых океанических островах, часто совместно с другими видами птиц. Моногамны, пары между самцом и самкой формируются довольно долго — в течение нескольких лет, при этом ухаживание сопровождается брачными танцами; после образования пара сохраняется в течение всей жизни. Сезон размножения и воспитания может длиться более года, начиная с кладки яиц и заканчивая первым полётом молодых птенцов. В кладке бывает только одно яйцо.
Всем 22 видам альбатросовых, перечисленных Международным союзом охраны природы, в той или иной степени угрожает опасность вымирания — все они находятся под охраной этой организации. В прошедшие столетия популяция птиц из этого семейства резко снизилась вследствие их массового истребления ради перьев для дамских шляпок, а в наше время их существованию угрожают интродуцированные (то есть не свойственные данной местности, завезённые) животные, такие как крысы и одичавшие кошки, которые охотятся за яйцами, птенцами и гнездящимися птицами; загрязнение окружающей среды; истощение рыбных запасов моря и гибель в рыболовных снастях при ярусном лове. Наибольшую опасность представляет высокая смертность от попадания в снасти при рыбной ловле на крючковую снасть, так как птиц привлекает наживка, насаженная на крючки. Правительственные и природоохранные организации разрабатывают меры по уменьшению этой угрозы.

## Эволюция
Сибли и Алквист на основании изучения адаптивной радиации пришли к выводу, что отряд буревестникообразные, в который входят и альбатросы, берёт своё начало в олигоцене (35—20 млн лет назад). Однако, возможно, эта группа появилась ещё раньше: окаменелые останки птицы под именем Tytthostonyx, которая иногда ассоциируется с буревестникообразными, относятся к меловому периоду (70 млн лет назад). Молекулярный анализ показывает, что первыми от единого древнего ствола отошли буревестники, затем альбатросы, а позднее — толстоклювые и нырковые буревестники. Наиболее ранние ископаемые находки альбатросов относятся к эоцену, хотя некоторые из них отнесены к семейству лишь предположительно — с современными птицами они имеют мало общего. Среди находок можно назвать Murunkus (средний эоцен, Узбекистан), Manu (ранний олигоцен, Новая Зеландия) и одну неописанную форму (поздний олигоцен, Южная Каролина, США). Кроме того, ещё одна окаменелость — Plotornis (средний миоцен, Франция), ранее отнесённая к буревестникам, в настоящее время также рассматривается как представитель альбатросов. В последнем случае находка относится к среднему миоцену, когда современные роды альбатросов уже сформировались. Об этом свидетельствуют останки видов Phoebastria californica и Diomedea milleri, относящиеся к среднему миоцену (15 млн лет назад) и обнаруженные в Калифорнии, США. Аналогичные находки в южном полушарии доказывают расхождение родов Phoebetria и Thalassarche около 10 млн лет назад.
В северном полушарии известно больше ископаемых находок альбатросов, чем в южном. Многие формы обнаружены также и в северной части Атлантического океана, где в настоящее время альбатросы отсутствуют, причём большинство находок относят к роду Phoebastria. Например, останки древней колонии белоспинного альбатроса (Phoebastria albatrus) были открыты на одном из Бермудских островов. Кроме того, останки вида Phoebastria anglica были обнаружены в отложениях Северной Каролины (США) и в Англии.

## Общая характеристика

### Описание

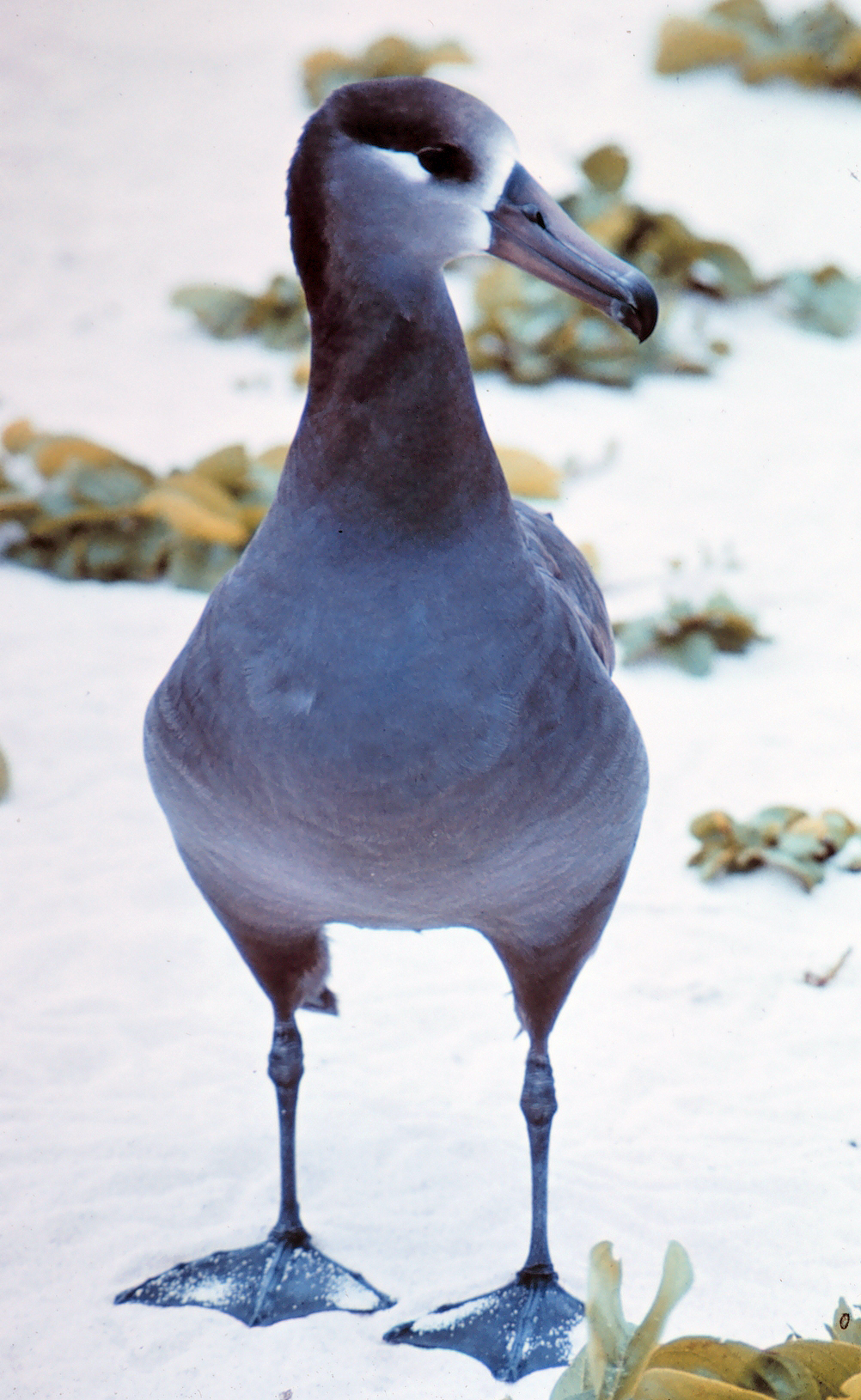
В отличие от большинства других буревестникообразных, альбатросы, включая и изображённого черноногого альбатроса (Phoebastria nigripes), неплохо передвигаются по суше.

Альбатросы — крупные птицы, наиболее крупные среди всех буревестникообразных. Клюв большой, мощный и с острыми краями; надклювье на конце крючковато загнуто. Клюв состоит из нескольких роговых пластинок и имеет пару длинных трубочек-ноздрей, давших одно из названий отряду (трубконосые). В отличие от других буревестникообразных, у альбатросов ноздри расположены по бокам клюва, а не в верхней его части. Благодаря таким ноздрям у альбатросов имеется острое обоняние, редко встречающееся у птиц, и, как и другие родственные семейства, альбатросы ищут источники корма по запаху. На ногах задний палец отсутствует, а три передних пальца связаны сплошными перепонками. Лапы сильные по сравнению с другими трубконосыми: из всего отряда только альбатросы и ещё южный гигантский буревестник (Macronectes giganteus) способны хорошо передвигаться по суше.
Оперение взрослых птиц у большинства видов обычно имеет различные вариации чёрного верха и внешней части крыльев и белой грудки. Окраска птиц варьирует от почти полностью белого, как у самцов королевского альбатроса (Diomedea epomophora), у которых тёмными остаются лишь кончики и края крыльев, до тёмно-бурого, как у Diomedea amsterdamensis, перья которого, в основном, тёмно-бурые, а на груди имеется отчётливая тёмно-коричневая полоса. У некоторых видов из родов Thalassarche и Phoebastria на голове имеются особые отметины вроде пятен вокруг глаз либо серые или жёлтые пятна на затылке. Три вида альбатросов (черноногий альбатрос (Phoebastria nigripes), темноспинный дымчатый альбатрос (Phoebetria fusca) и светлоспинный дымчатый альбатрос (Phoebetria palpebrata)) значительно отличаются от других птиц: их оперение почти полностью тёмно-коричневое или тёмно-серое (у светлоспинного дымчатого альбатроса). У молодых птиц оперение несколько отличается от оперения взрослых особей, и им требуется несколько лет жизни для приобретения зрелой окраски.
Размах крыльев у некоторых видов из рода Diomedea, в частности, у странствующего и королевского альбатросов, самый большой среди всех ныне живущих видов птиц и может превышать 340 см. У других видов размах крыльев значительно меньше. Крылья жёсткие, длинные, узкие и дугообразные, с утолщённой передней кромкой обтекаемой формы. Птицы способны преодолевать значительные расстояния, и при полёте используют один из двух возможных технических приёмов: динамическое или наклонное парение. При динамическом парении они получают энергию вертикального градиента ветра, перемещаясь в горизонтальных воздушных потоках с различной скоростью ветра, и тем самым экономят собственные силы. При наклонном парении альбатросы набирают высоту при встречном ветре и затем парят в обратном направлении. Относительная дальность планирования (аэродинамическое качество) альбатросов составляет от 1:22 до 1:23, то есть, при опускании на каждый метр высоты они в состоянии пролететь 22—23 метра. При наборе высоты используют плечевые сухожилия, которые при растягивании фиксируют крыло и позволяют удерживать его без затрат усилий мускулов (адаптация, свойственная альбатросам и гигантским буревестникам).

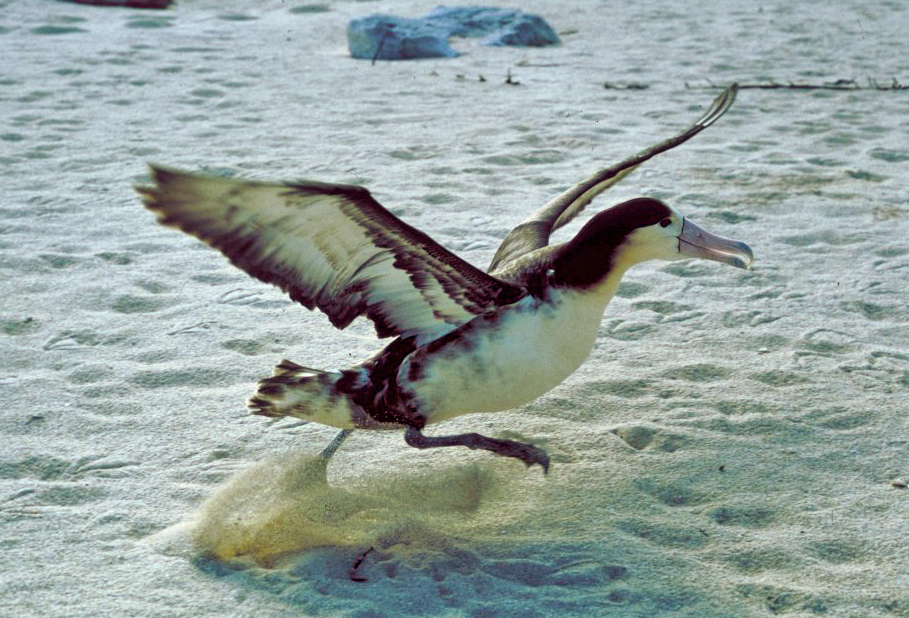
Наиболее энергетически затратная часть полёта для альбатроса — это взлёт. Именно в это время альбатросы делают взмах крыльями. На снимке — белоспинный альбатрос (Phoebastria albatrus).

Кроме применения определённой техники планирования, альбатросы используют и предсказуемые метеорологические условия: в южном полушарии при движении на север в сторону от гнездовых колоний они отклоняются по часовой стрелке, а в обратную сторону — против часовой. Они так хорошо адаптировались к воздушному образу жизни, что частота ударов сердца в полёте близка к фоновой частоте ударов сердца на отдыхе. Такая эффективность достигается за счёт того, что основные затраты энергии во время поиска пищи тратятся не на преодоление расстояния, а на взлёт, посадку и охоту. Имея превосходные способности к длительному полёту, альбатросы преодолевают огромные расстояния в поисках широко разбросанной кормовой базы и при этом тратят малое количество сил. Строение крыльев позволяет находиться в воздухе длительное время, но делает альбатросов зависимыми от ветра и волн и недостаточно приспособленными к активному полёту. У большинства видов мускулатура развита недостаточно для длительного махового полёта. В безветрие птицы вынуждены длительное время отдыхать на поверхности моря до тех пор, пока порыв ветра не поможет им взлететь. Спят они также на море, а не в воздухе, как это когда-то считалось. У видов из рода Phoebastria имеется ещё один способ полёта: они рывком делают взмах крыльями, а затем плавно парят в воздухе.

### Распространение
Большинство альбатросов обитает в южном полушарии от Антарктиды на юге до Австралии, Южной Африки и Южной Америки на севере. Исключением являются четыре вида из рода Phoebastria, три из которых распространены в северной части Тихого океана от Гавайских островов до Японии, Калифорнии и Аляски, а один — галапагосский альбатрос (Phoebastria irrorata) — гнездится на Галапагосских островах и кормится у тихоокеанского побережья Южной Америки. Распространение преимущественно на высоких широтах объясняется морфологическими особенностями, которые требуют наличия ветра при планировании. Слабая способность к активному маховому полёту делает трудновыполнимой задачу пересечения экваториальной штилевой полосы. Исключением является галапагосский альбатрос, который пользуется ветрами, вызываемыми холодным океаническим течением Гумбольдта.

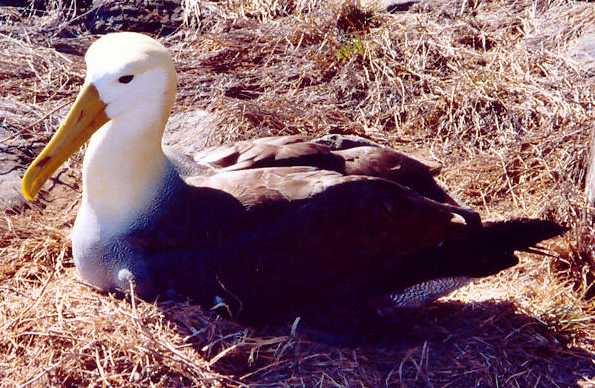
Галапагосский альбатрос (Phoebastria irrorata) — единственный вид альбатросов, обитающий на широте экватора.

Причины, по которой альбатросы вымерли в северной Атлантике, точно неизвестны. Однако полагают, что колония белоспинных альбатросов на Бермудских островах исчезла вследствие тёплого межледникового периода, вызвавшего затопление мест гнездовий. Представители некоторых южных видов иногда случайно залетают на север и остаются там в течение десятилетий. Один из таких «изгнанников», чернобровый альбатрос (Thalassarche melanophris), в течение многих лет возвращался в колонию северных олушей (Morus bassanus) в Шотландии в надежде найти там себе пару.
Использование спутникового слежения даёт учёным-орнитологам хорошую картину передвижения альбатросов в океане. Они не совершают сезонных миграций, однако по окончании периода размножения рассеиваются в большом диапазоне, и — в случае южных видов — часто совершают приполярные кругосветные путешествия. Имеется свидетельство того, что у разных видов всё же имеется разделение природных зон. Сравнение экологических ниш двух близких видов — Thalassarche impavida и сероголового альбатроса (Thalassarche chrysostoma), гнездящихся на о. Кэмпбелл в Новой Зеландии, показало, что в первом случае птицы кормятся в районе отмели Кэмпбелл, а во втором — в пелагической океанической зоне, где солнечный свет не достигает дна. Странствующий альбатрос также ищет себе пропитания строго в водах с глубиной более 1000 м, что дало повод одному учёному заметить: «Такое впечатление, что птицы видят знак „Входа нет“ там, где глубина уменьшается до менее 1000 м» (англ. "It almost appears as if the birds notice and obey a 'No Entry' sign where the water shallows to less than 1000 m"). Кроме того, различные зоны обитания наблюдаются даже у самок и самцов одного вида: исследование в отношении альбатроса Тристана (Diomedea dabbenena) показало, что, размножаясь на острове Гоф (англ. Gough Island), самцы после улетают на запад от него, а самки — на восток.

### Питание

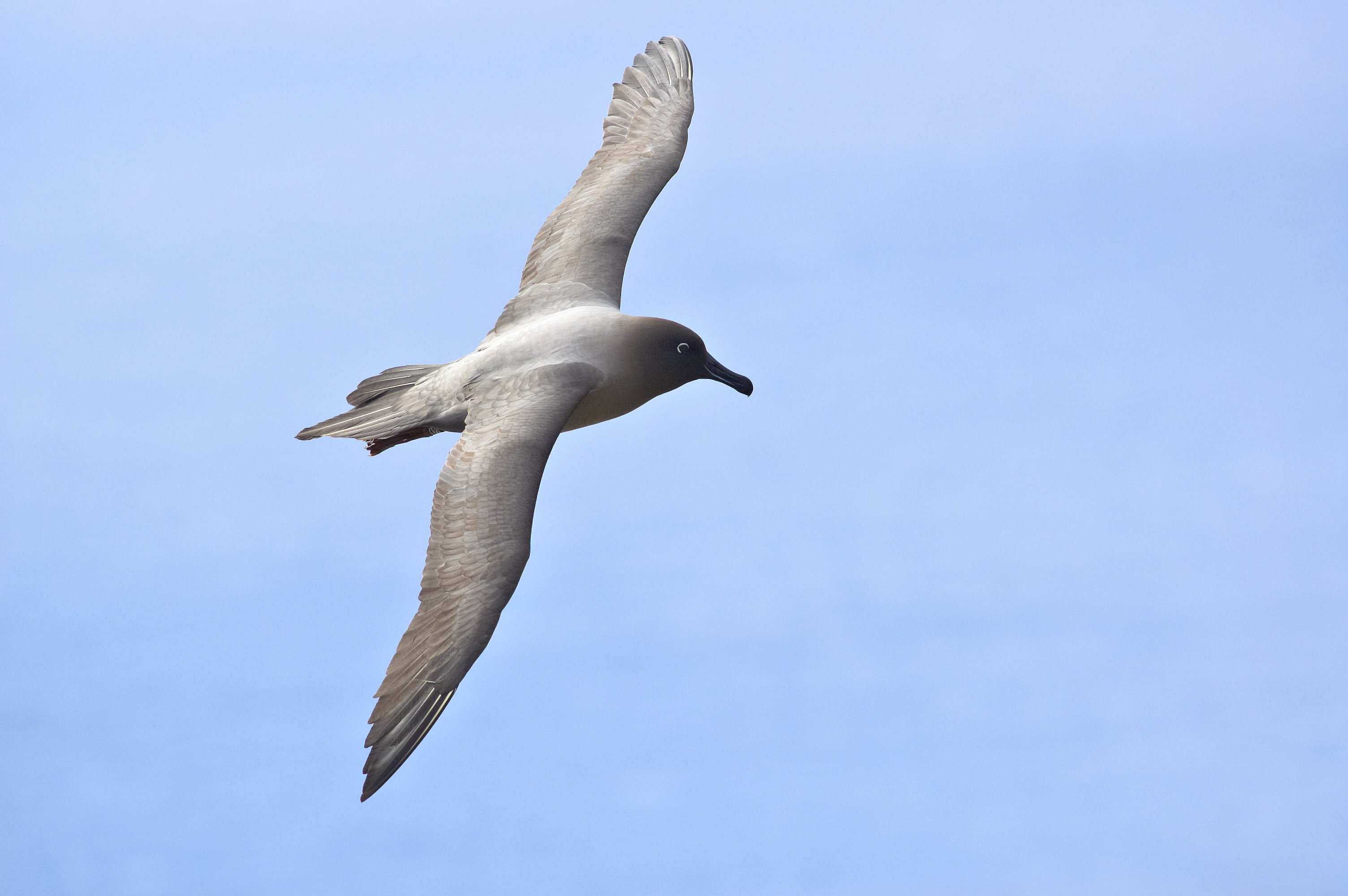
Дымчатые альбатросы в состоянии нырнуть на глубину до 12,5 м. На снимке — светлоспинный дымчатый альбатрос (Phoebetria palpebrata).

Основу рациона альбатросов составляют головоногие моллюски, рыба и ракообразные, хотя при случае они питаются зоопланктоном или падалью. Для большинства видов исчерпывающая информация собрана лишь во время размножения, когда альбатросы возвращаются с охоты к местам гнездовий, и может не учитывать другие периоды. Значение каждого из перечисленных источников пищи может варьировать у разных видов, и даже у разных популяций одного вида. Некоторые птицы в основном охотятся на кальмаров, другие предпочитают криль или рыбу. Из двух видов, обитающих на Гавайях, один — черноногий альбатрос (Phoebastria nigripes) — в основном питается рыбой, а второй — темноспинный альбатрос (Phoebastria immutabilis) — большей частью кальмарами.
На основании показаний встроенных датчиков, которые записывают время заглатывания воды, и тем самым дают знать время приёма пищи, было высказано предположение, что альбатросы ищут себе корм преимущественно в дневное время суток. Анализ клювов кальмаров, отрыгнутых птицами, показал, что многие кальмары были слишком большими, чтобы их смогли поймать живыми. Кроме того, в желудках были найдены останки организмов тёплых широт, куда альбатросы вряд ли могли залететь. На основании полученных данных был сделан вывод, что у некоторых видов, например, странствующего альбатроса, падаль может занимать значительную часть рациона. Источник найденных мёртвых кальмаров является предметом дискуссий: некоторые полагают, что они могут быть отбросами рыболовства, умершими во время нереста или выброшенными питающимися этими животными китами — кашалотами (Physeter macrocephalus), короткоплавниковыми гриндами (Globicephala macrorhynchus) и высоколобым бутылконосами (Hyperoodon ampullatus). Другие виды, такие как чернобровый или сероголовый альбатросы, питаются более мелкими разновидностями кальмаров, которые в случае гибели обычно тонут. Так что для этих птиц падаль не играет столь значительную роль в их рационе.
Вплоть до недавнего времени считалось, что альбатросы находят себе пропитание преимущественно на поверхности моря, плавая и хватая кальмаров, рыбу и другой корм, выброшенный на поверхность океаническим течением, хищниками либо вследствие гибели. В качестве эксперимента птицам внедрили капиллярные эхолоты с записывающим устройством, которые определяли максимальную глубину, на которую способны погрузиться птицы при нырянии. Результаты исследования показали, что некоторые виды, например, странствующие альбатросы, не ныряют более чем на метр; а другие, как дымчатые альбатросы, обычно погружаются на глубину до 5 м, однако способны нырнуть и ещё глубже, до 12,5 м. Кроме того, птицы могут нырнуть за жертвой не только с поверхности моря, но и с воздуха.

### Размножение

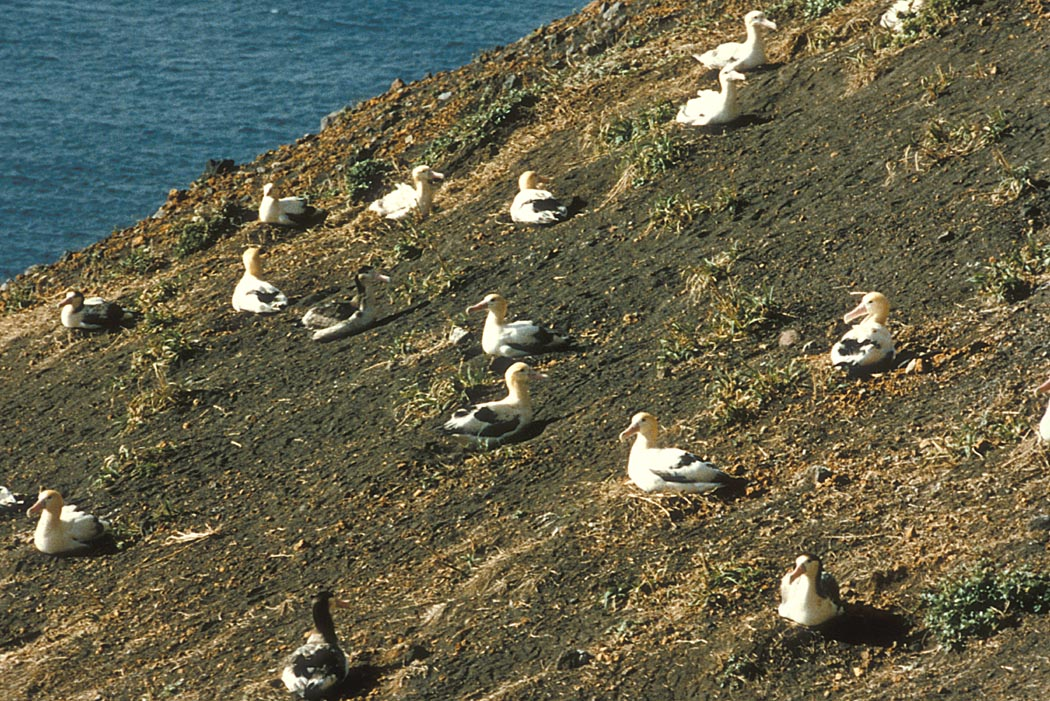
Колония белоспинного альбатроса (Phoebastria albatrus).

Альбатросы размножаются в колониях, обычно на изолированных островах. Если остров достаточно большой, то они предпочитают крутые и скалистые мысы с хорошим доступом к морю в разных направлениях. Примером такой колонии может служить полуостров Отаго в районе города Данидин в Новой Зеландии. Колонии могут быть как очень большими и густонаселёнными (например, плотность гнездовий чернобрового альбатроса на Фолклендских островах достигает 70 гнёзд на каждые 100 м²), так и более мелкими и сильно разреженными, как это свойственно птицам родов Diomedea и Phoebetria. Исторически на всех островах, на которых базируются птицы, наземные млекопитающие отсутствуют. Альбатросы очень филопатричны, то есть, имеют тенденцию возвращаться на то же место, где вылупились сами. Например, по результатам исследования темноспинного альбатроса (Phoebastria immutabilis) был сделан вывод, что расстояние между гнездом птенца и его первым собственным гнездом в среднем составляет 22 м.
Следуя теории r-K-отбора, альбатросы, как и большинство других морских птиц, являются типичными представителями K-стратегии, то есть живут гораздо дольше других птиц, размножаются в более зрелом возрасте и значительное время посвящают воспитанию потомства. Продолжительность жизни альбатросов может достигать 50 лет; самый старый известный королевский альбатрос (Diomedea sanfordi) был окольцован в зрелом возрасте и далее наблюдался в течение 51 года, что дало повод учёным определить его приблизительный возраст в 61 год. Самка темноспинного альбатроса (Phoebastria immutabilis) по имени Уиздом по состоянию на 2022 год имеет возраст не менее 71 года.
Половая зрелость у птиц наступает довольно поздно, примерно через 5 лет жизни. Однако, уже достигнув половой зрелости, альбатросы не начинают размножаться ещё в течение ряда лет (до 10 лет у некоторых видов). Молодые птицы посещают колонию прежде, чем приступить к размножению, и тратят несколько лет на ухаживание за будущим партнёром, при этом сопровождая ухаживание брачными ритуалами и танцами. Возвращаясь в колонию в первый раз, птицы уже показывают стереотипное поведение, которое и формулирует характерный птичий язык, однако ещё не в состоянии ни определить такое же поведение у других птиц, ни ответить на него адекватно. Пройдя путь проб и ошибок, молодые птицы начинают понимать его «синтаксис» и достигают совершенства в процессе ухаживания и брачных ритуалов. Восприятие чужого поведения у молодняка происходит быстрее, если их окружают более зрелые птицы.
Брачные танцы представляют собой координированное выполнение различных действий, которые могут включать в себя чистку клювом собственных перьев, поглядывание по сторонам, пение, щёлканье клювом, взъерошивание и любую комбинацию из выше перечисленного. Вернувшись в колонию в первый раз, птицы стараются ухаживать за многими потенциальными партнёрами, но в течение нескольких лет их количество неизменно падает до тех пор, пока не остаётся только один партнёр, и пара наконец формируется. Самец и самка продолжают общаться между собой на своём языке, который, в конечном счёте, становится присущим исключительно этой паре. Сформировав пару на всю жизнь, птицы уже никогда не возвращаются вновь к ритуальным танцам. Полагают, что тщательно и скрупулёзно выполняя брачные ритуалы, птицы убеждаются в правильности выбора партнёра, так как совместное высиживание яиц и ухаживание за птенцами требует больших физических затрат и длительного времени. Даже те виды, у которых цикл воспроизводства занимает менее года, очень редко снова откладывают яйца на следующий год. У птиц из рода Diomedea, как, например, у странствующего альбатроса, период между кладкой яиц и первым полётом птенца занимает более года. Альбатросы откладывают только одно яйцо за сезон; если по какой-либо причине кладка не состоялась (уничтожено хищником, нечаянно разбилось и т. п.), то самка способна в тот же год отложить повторно. Пары распадаются редко — обычно это может произойти после нескольких безуспешных попыток обзавестись потомством.
Самцы первыми прилетают на место гнездования, где и ждут своих самок. Альбатросы южного полушария строят большие гнёзда, тогда как у северных видов они более примитивные. Галапагосский альбатрос (Phoebastria irrorata) гнёзда не строит вовсе и даже катает своё яйцо по территории колонии на расстояние до 50 м, что иногда приводит к его утрате. В качестве материала для гнезда используются кучки растений или насыпи из земли или торфа. У всех видов как самец, так и самка участвуют в насиживании яиц, непрерывная вахта одного из родителей может занимать от одного дня до трёх недель. Инкубационный период составляет 70—80 дней (чем крупнее вид, тем дольше период), что является рекордом по продолжительности среди всех птиц. В период насиживания птицы теряют до 83 г своего веса в день.

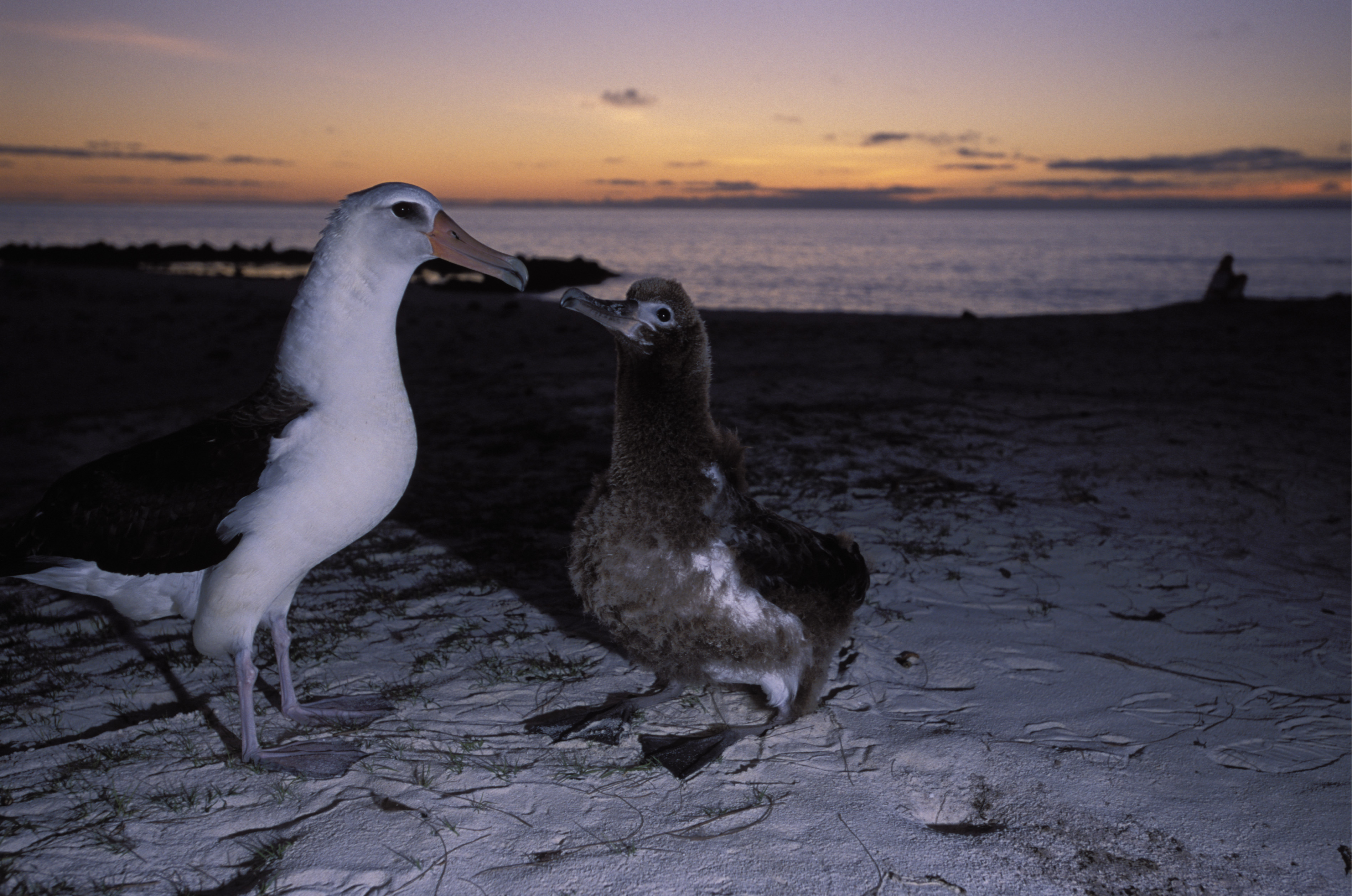
Подросшие птенцы набирают вес больший, чем у их родителей. На снимке — темноспинный альбатрос (Diomedea immutabilis) с птенцом, Гавайи.

Вылупившихся птенцов ещё в течение примерно трёх недель высиживают и охраняют до тех пор, пока они не становятся достаточно большими, чтобы суметь согреться самостоятельно и в случае надобности постоять за себя. В этот период родители кормят их маленькими кусочками пищи, когда сменяют друг друга на посту. По окончании этого периода птенцов кормят уже оба родителя через равные промежутки времени. Для поиска корма самец и самка попеременно выбирают ближние и дальние маршруты, принося с собой еду, в среднем составляющую 12 % веса их собственного тела (около 600 г). Пища, которой кормят птенцов, может состоять как из свежих кальмаров, рыбы и криля, так и из энергетически богатого лёгкого масла, которое птицы вырабатывают в своём железистом желудке. Это масло, присущее большинству буревестникообразных, вырабатывается в желудках из переваренной добычи и придаёт птицам характерный запах плесени.
Птенцам требуется продолжительное время для оперения до того, как они встанут на крыло. Даже у небольших видов альбатросов этот период занимает 140—170 дней, а у птиц из рода Diomedea он может достигать 280 дней. Как и у других морских птиц, птенцы альбатросов сначала набирают вес больший, чем у их родителей, а перед своим первым полётом используют эти резервы для развития аэродинамических характеристик тела, в частности, для роста маховых перьев. В конечном счёте, к моменту своего первого полёта птенцы весят примерно столько же, сколько и их родители. Оперившись и совершив свой первый самостоятельный полёт, птенец перестаёт получать помощь от родителей. Более того, родители остаются безучастными, если птенец покинул гнездо и улетел. На основании исследований рассеивания птенцов в океане в первый год жизни, было сделано предположение об их прирождённом миграционном поведении, заложенном на генетическом уровне и помогающем им при определении маршрутов миграции.

## Альбатросы и человек

### Происхождение названия
Само название «альбатрос» происходит от арабского слова al-câdous или al-ġaţţās (пеликан; буквально «ныряльщик»), которое перешло в английский, а затем и в русский языки от португальской формы alcatraz. Название Алькатрас также получил и остров у берегов Калифорнии, на котором ранее располагалась тюрьма для особо опасных преступников. Иногда полагают, что португальцы первыми из европейцев познакомились с альбатросами, в XV веке обогнув африканский континент с юга. Однако Оксфордский словарь английского языка ссылается на то, что первоначально слово alcatraz относилось к фрегатам, и лишь позднее под влиянием латинского слова albus («белый») трансформировалось в albatross и стало относиться к светлым альбатросам, нежели к тёмным фрегатам. Латинское название Diomedea, данное альбатросам Карлом Линнеем, было присвоено в честь мифического древнегреческого воина Диомеда, принимавшего участие в Троянской войне.

### Угрозы и охрана
Несмотря на свою популярность среди моряков, альбатросы не смогли остаться в стороне от угроз, прямо либо косвенно связанных с человеческой деятельностью. Древние полинезийцы и индейцы с алеутских островов охотились на этих птиц, что в некоторых случаях привело к исчезновению целых популяций, как это случилось на острове Пасхи. Как только в Европе стало развиваться мореплавание, европейцы также стали охотиться на этих птиц ради сервировки стола либо просто для удовольствия, ловя их на наживку. Спортивные состязания по ловле птиц достигли своего пика во время массового заселения Австралии и прекратились только тогда, когда скорость кораблей стала такой, что с них стало неудобно ловить рыбу, а также появились законы, ограничивающие применение огнестрельного оружия. В XIX веке колонии альбатросов на севере Тихого океана стали посещать охотники за перьями для дамских шляпок, что чуть не привело к вымиранию белоспинного альбатроса.
Из 22 видов альбатросов, перечисленных Международным союзом охраны природы, статус двух видов признан критическим (категория CR), шести видов опасным (категория EN) и восьми видов уязвимым (VU). Ещё 5 видов близки к уязвимому положению (категория NT). Одним из угрожающих факторов является развитие рыболовства ярусным способом, при котором альбатросов и других морских птиц привлекает наживка из рыбной требухи, насаженная на крючок. Ежегодная гибель альбатросов, попавшихся на крючок, оценивается орнитологами в 100 тыс. особей. Усугубляет ситуацию и неконтролируемое пиратское рыболовство.
Ещё одним фактором риска является распространение интродуцированных (то есть, чужеродных, несвойственных данной местности, завезённых человеком) видов животных, таких как крысы или одичавшие кошки, которые нападают на взрослых птиц, поедают их яйца и птенцов. Исторически альбатросы всегда гнездились там, где отсутствовали наземные хищники, и, таким образом, у них не выработалось рефлексов защиты. Причинить ущерб могут даже такие мелкие грызуны, как мыши: на острове Гоф птенцы альбатроса Тристана были атакованы интродуцированными домовыми мышами (Mus musculus), которые почти в 300 раз меньше их по размеру. Интродуцированные виды могут причинить и косвенный ущерб: крупный рогатый скот на острове Амстердам опустошил травяной покров, в котором альбатросы вида Diomedea amsterdamensis прятали гнёзда.

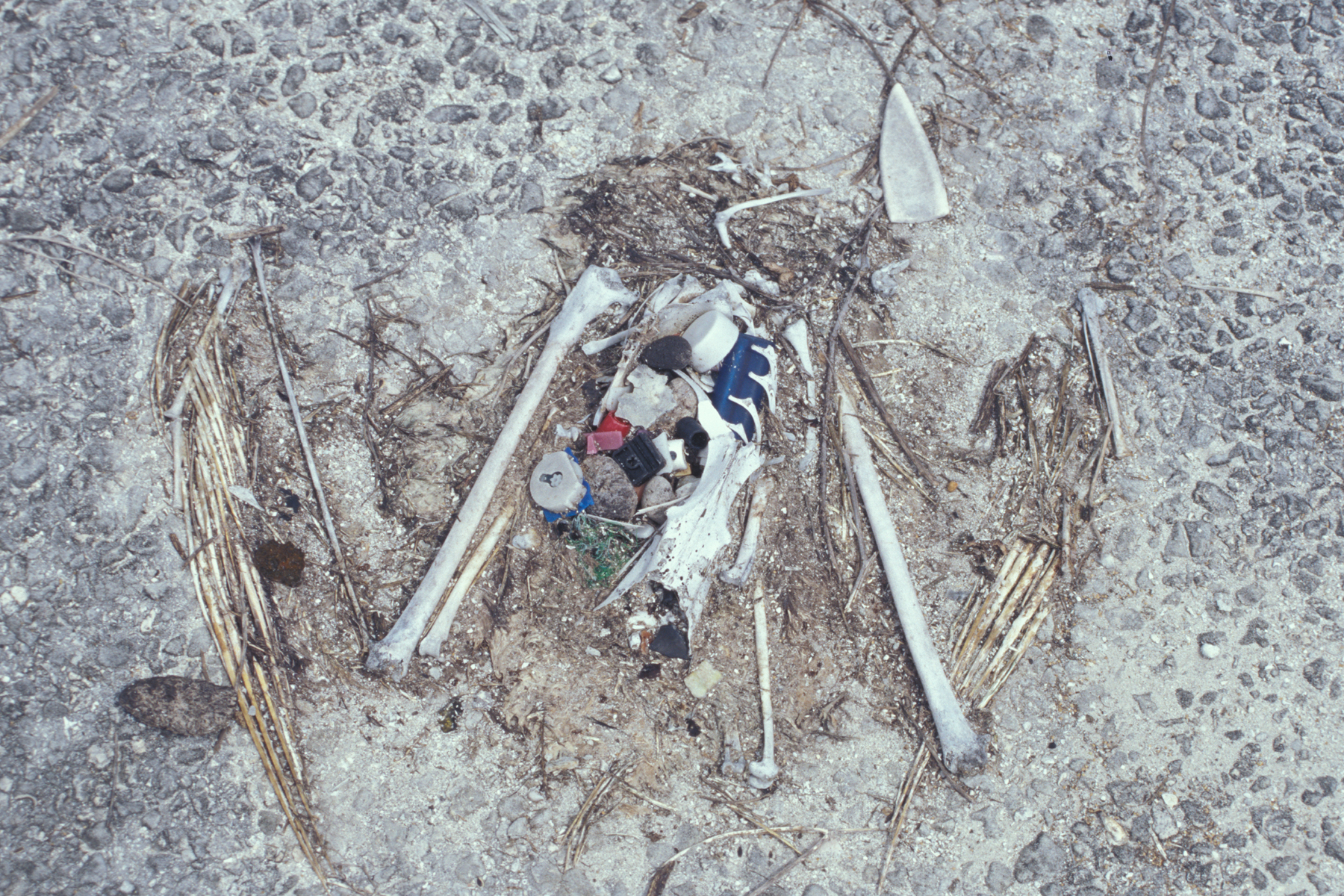
Останки птенца темноспинного альбатроса, наглотавшегося пластикового мусора.

Среди проблем, с которыми столкнулись многие морские виды птиц, — плавающий пластиковый мусор. С 1960-х годов, когда появились первые пластмассовые изделия, количество мусора в океане существенно выросло. Мусор попадает в море самыми разнообразными способами: с проходящих мимо судов, с пляжей и из устьев рек. Он оседает в мускульных желудках птиц, не перевариваясь, либо перекрывает желудочно-кишечный тракт так, что птицы страдают от голода. Исследование птиц в северной части Тихого океана показало, что попадание мусора внутрь прямо влияет на вес и физическое состояние птиц. Иногда кормящие родители отрыгивают кусочки пластмассы птенцам вместе с пищей. Изучая темноспинного альбатроса (Phoebastria immutabilis) на атолле Мидуэй, орнитологи обнаружили у умерших естественной смертью птенцов большее количество мусора, чем у погибших в результате несчастных случаев. Хотя пластмасса напрямую не влияет на смертность, она является причиной физиологического стресса и заставляет птенцов не чувствовать голод, меньше требовать пищи, тем самым уменьшая свои шансы на выживание.
Учёные и общественные организации, занимающиеся охраной окружающей среды (главным образом BirdLife International и их партнёры), работают в контакте с правительствами стран и рыболовецкими компаниями с целью уменьшить угрозы, с которыми сталкиваются альбатросы. Чтобы уменьшить смертность птиц при попадании на крючок при ярусном лове, используются дополнительные меры предосторожности: лов в тёмное время суток, использование наживки на достаточно большой глубине, утяжеление лески и использование птичьих отпугивателей. Например, в результате совместного проекта орнитологов и рыболовецких компаний в Новой Зеландии было успешно апробировано устройство, которое опускало леску ниже планки, на которую были в состоянии нырнуть исчезающие виды альбатросов. Полагают, что использование некоторых из перечисленных технологий на Фолклендских островах за последние 10 лет значительно уменьшило гибель чернобровых альбатросов. Кроме того, учёные работают над восстановлением первоначального природного баланса на островах, удаляя чужеродные виды животных, угрожающих популяции альбатросов.
В результате усилий международных природоохранных организаций в 2001 году было подписано и в 2004 году вступило в силу международное Соглашение об охране альбатросов и буревестников (англ. Agreement on the Conservation of Albatrosses and Petrels). Документ обязывает подписавшиеся стороны предпринять усилия по уменьшению гибели птиц при рыбной ловле, сократить загрязнение окружающей среды и очистить острова с птичьими колониями от интродуцированных видов животных.
По состоянию на 2006 год соглашение было ратифицировано правительствами восьми государств: Австралии, Великобритании, Испании, Новая Зеландии, Перу, Франции, Эквадора и Южно-Африканской Республики. Кроме того, соглашение подписали, но пока не ратифицировали Аргентина, Бразилия и Чили.

### Альбатросы в культуре

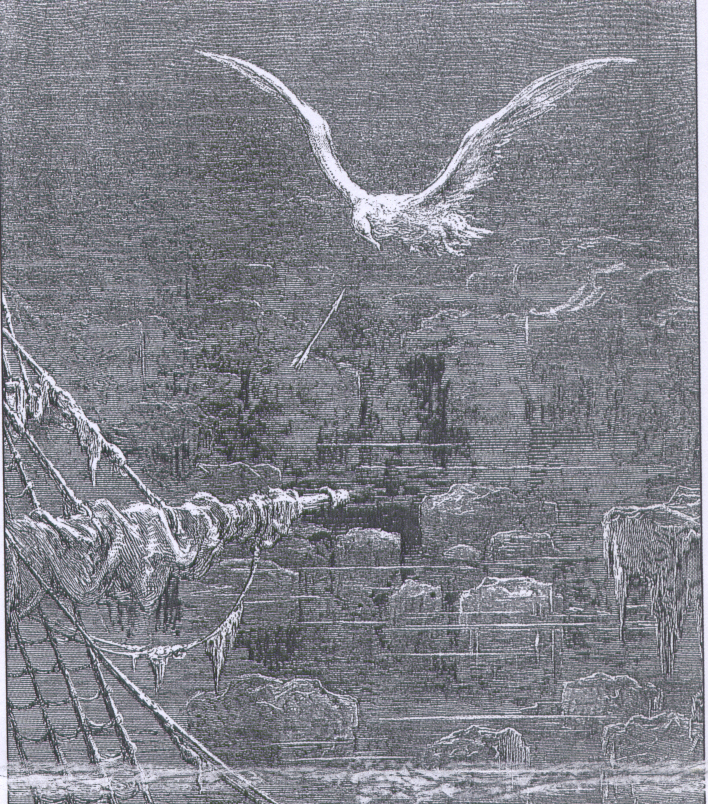
Иллюстрация из Поэмы о старом моряке Сэмуэла Кольриджа.

Альбатросов иногда описывают как «наиболее легендарных птиц», с ними связано множество мифов и легенд. Даже в наши дни многие верят, что причинение вреда альбатросу может принести несчастье, хотя это поверье пошло из известной поэмы английского поэта-романтика Сэмуэла Кольриджа «Поэма о старом моряке», в которой моряка ждёт наказание судьбы за то, что он убивает считающегося добрым предзнаменованием альбатроса. Французский поэт Шарль Бодлер в стихотворении «Альбатрос» метафорически сравнивает пойманного моряками альбатроса с отверженным поэтом.
В наше время альбатросы часто становятся частью произведений поп-культуры: например, героями шоу «Albatross» британской комик-группы Монти Пайтон. В фильме «Миссия „Серенити“» альбатросом называли героиню Саммер Глау (англ. Summer Glau), ссылаясь на широко распространённый метафорный образ этой птицы.

## Систематика
В настоящее время различают от 13 до 24 видов альбатросов, разбитых на 4 рода. Классификация на уровне видов находится в стадии обсуждения и научных дебатов, однако большинство учёных-орнитологов признают 21 вид. Среди четырёх родов (Diomedea, Thalassarche, Phoebastria и Phoebetria) условно выделяют две морфологически близкие группы: роды Phoebastria и Diomedea входят в одну группу, а Thalassarche и Phoebetria — в другую.

Кладограмма родов альбатросов. Основана на работах Гэри Нана и др. 1996 г.

В целом, существуют несколько основных гипотез о положении альбатросов в системе птиц. Например, в классификации Сибли — Алквиста (1990), основанной на результатах гибридизации ДНК, все морские птицы (включая и альбатросов), а также хищные и некоторые другие группы птиц помещены в один огромный порядок аистообразных. Орнитологические сообщества Европы, Северной Америки, Южной Африки, Австралии и Новой Зеландии придерживаются более традиционной гипотезы, согласно которой альбатросы являются частью отряда буревестникообразных. От других семейств этого отряда они отличаются как генетически, так и по морфологическим характеристикам: размеру, строению ног и расположению носовой трубки.
Внутри самого семейства история классификации таксонов длится уже несколько столетий. Первоначально все альбатросы были причислены к единственному роду Diomedea, но в 1852 году немецкий ботаник-систематик и зоолог Генрих Готлиб Людвиг Райхенбах разделил их на четыре рода. В дальнейшем их объединяли и снова разделяли несколько раз, в результате чего к 1965 году было известно уже 12 родов альбатросов (однако не более 8 одновременно): Diomedea, Phoebastria, Thalassarche, Phoebetria, Thalassageron, Diomedella, Nealbutrus, Rhothonia, Julietata, Galapagornis, Laysanornis и Penthirenia.
В 1965 году была произведена очередная попытка объединить все виды птиц в 2 рода: собственно альбатросы (Diomedea) и дымчатые альбатросы (Phoebetria) (группа птиц, имеющая черты альбатросов, но по сравнению с ними более «примитивная»). Такая упрощённая система была основана на морфологическом анализе Эллиота Куэса (англ. Elliott Coues) 1866 года, почти не учитывала более поздние исследования и даже игнорировала некоторые предположения самого Куэса.
В 1996 году Гэри Нан (англ. Gary Nunn) из Американского музея истории природы совместно с другими исследователями из разных стран начал изучение митохондриальной ДНК всех 14 исследованных в этом отношении к тому времени видов и пришёл к выводу, что в пределах альбатросовых можно выделить четыре, а не две монофилетические группы. Учёные предложили вернуть два из ранее утраченных родов — Phoebastria и Thalassarche, распределив часть птиц между ними. Первыми такое распределение признали Британский союз орнитологов и ведомства ЮАР, а позднее — и большинство учёных в мире.

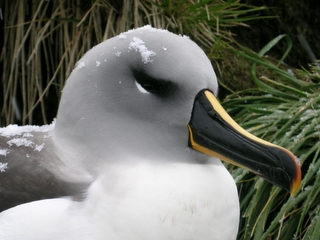
Сероголового альбатроса (Thalassarche chrysostoma) ранее причисляли к роду Diomedea

Если в отношении классификации на уровне родов имеется определённый консенсус, то относительно количества видов существуют разногласия. В прошлом разными учёными было описано до 80 различных таксонов альбатросов видового ранга, большинство из которых ошибочно приписывались молодым птицам других видов, значительно отличающихся от своих родителей. Основываясь на результатах своих работ по идентификации родов, Крис Робертсон (англ. Chris Robertson) и Гэри Нан в 1998 году предложили пересмотреть существующую систему и выделить 24 вида вместо 14 известных на тот момент. В этой промежуточной системе статус многих подвидов был повышен до уровня вида, что подняло волну критики со стороны других орнитологов. Позднее одни исследования подтверждали это разделение, а другие его опровергали. В 2004 году на основании результатов анализа мтДНК и микросателлитов было достигнут консенсус, что виды Diomedea antipodensis и альбатрос Тристана (Diomedea dabbenena) согласно работам Робертсона и Нана отличны от странствующего альбатроса (Diomedea exulans), однако, с другой стороны, предполагаемый вид Diomedea gibsoni ничем не отличается от вида Diomedea antipodensis. Большинство из предложенных видов, 21, признаётся многими учёными группами, и, в частности, Всемирным союзом охраны природы, но имеются и отличные мнения — например, Джон Пенхаллурик (англ. John Penhallurick) и Майкл Уинк (англ. Michael Wink) в 2004 году предложили уменьшить количество видов до 13, включая и объединение странствующего альбатроса с видом Diomedea amsterdamensis. В любом случае орнитологи соглашаются с необходимостью дальнейших исследований с целью достичь всеобщего консенсуса.

### Виды
Международный союз орнитологов относит к семейству 4 рода и 21 вид:
- Diomedea Linnaeus, 1758 — Альбатросы
  - Diomedea sanfordi (Murphy, 1917)
  - Diomedea epomophora Lesson, 1825 — Королевский альбатрос
  - Diomedea exulans Linnaeus, 1758 — Странствующий альбатрос
  - Diomedea dabbenena Mathews, 1929
  - Diomedea antipodensis Robertson & Warham, 1992
  - Diomedea amsterdamensis Roux, Jouventin, Mougin, Stahl & Weimerskirch, 1983 — Амстердамский альбатрос
- Phoebastria Reichenbach, 1853
  - Phoebastria irrorata (Salvin, 1883) — Галапагосский альбатрос
  - Phoebastria immutabilis (Rothschild, 1893) — Темноспинный альбатрос
  - Phoebastria nigripes (Audubon, 1839) — Черноногий альбатрос
  - Phoebastria albatrus (Pallas, 1769) — Белоспинный альбатрос
- Phoebetria Reichenbach, 1853 — Дымчатые альбатросы
  - Phoebetria fusca (Hilsenberg, 1822) — Темноспинный дымчатый альбатрос
  - Phoebetria palpebrata (Forster, 1785) — Светлоспинный дымчатый альбатрос
- Thalassarche Reichenbach, 1853
  - Thalassarche chlororhynchos (Gmelin, 1789) — Желтоклювый альбатрос
  - Thalassarche carteri (Rothschild, 1903)
  - Thalassarche chrysostoma (Forster, 1785) — Сероголовый альбатрос
  - Thalassarche bulleri (Rothschild, 1893) — Альбатрос Буллера
  - Thalassarche cauta (Gould, 1841) — Белошапочный альбатрос
  - Thalassarche salvini (Rothschild, 1893)
  - Thalassarche eremita Murphy, 1930
  - Thalassarche melanophris (Temminck, 1828) — Чернобровый альбатрос
  - Thalassarche impavida Mathews, 1912